# Nati nel 1408
| Questa pagina contiene informazioni ricavate automaticamente dalle voci biografiche con l'ausilio del template Bio e di un bot. L'aggiornamento è periodico e automatico e ricostruisce completamente la pagina. Se manca una persona in questa lista, sei pregato di non aggiungerla, ma accertati piuttosto che la sua voce biografica contenga il template Bio e che i dati anagrafici siano correttamente compilati. Se il template Bio manca, inseriscilo tu stesso o, in alternativa, metti l'avviso {{tmp\|Bio}} che ne segnala la mancanza. Se i dati riportati sono sbagliati, correggi direttamente la voce biografica; le modifiche saranno visibili in questa lista entro pochi giorni. Per chiarimenti vedi il progetto biografie. La lista contiene solo le 14 persone che sono citate nell'enciclopedia e per le quali è stato implementato correttamente il template Bio. Pagina aggiornata al 13 gen 2025. |

- 14 febbraio - John FitzAlan, XIV conte di Arundel, militare britannico († 1435)
- 8 aprile - Edvige Jagellona, principessa polacco († 1431)
- Eleanor Beauchamp, nobile inglese († 1467)
- Leonardo Dati, umanista, poeta e vescovo cattolico italiano († 1472)
- Davide II di Trebisonda, imperatore bizantino († 1463)
- Ulrico I della Frisia orientale, conte († 1466)
- André de Lohéac, militare francese († 1486)
- Küçük Mustafa, principe ottomano († 1423)
- Lope de Stúñiga, nobile, militare e cavaliere spagnolo
- Pietro d'Amboise, nobile francese († 1473)
- Pagno di Lapo Portigiani, scultore italiano († 1487)
- Jean Rolin, cardinale e vescovo cattolico francese († 1483)
- János Vitéz, arcivescovo cattolico, umanista e cardinale ungherese († 1472)
- Gentile da Leonessa, condottiero italiano († 1453)